# Права ЛГБТ у Ліхтенштейні

Веселковий прапор — символ ЛГБТ спільноти

Веселковий прапор у формі Ліхтенштейну

## Закон проти гомосексуальних контактів
У Ліхтенштейні гомосексуальність була легалізована у 1989 році. У 2001 році було зрівняно віковий ценз для осіб, які вступають у гомосексуальні та гетеросексуальні контакти (наразі такі контакти є легальними з 14 років).

## Правовий захист від дискримінації
Законодавство Ліхтенштейну наразі не містить положень, які забороняють дискримінацію за ознакою сексуальної орієнтації.

## Визнання одностатевих стосунків
У Ліхтенштейні дозволено одностатеве партнерство. У грудні 2009 року міністр юстиції Аурелія Фрік оголосила, що уряд підготує проєкт закону про зареєстроване партнерство. У квітні 2010 року уряд представив попередній проєкт і направив його на громадське обговорення, яке завершилося 16 липня 2010 року.
У березні 2011 року у Ліхтенштейні відбувся референдум, на якому 68,8 відсотка виборців проголосували за легалізацію громадянських союзів. Закон про цивільне партнерство був одноголосно прийнятий парламентом Ліхтенштейну.

## Життя ЛГБТ в країні
У Ліхтенштейні існує одна асоціація ЛГБТ спільноти — FLay — заснована в 1998 році.